# Лота Швагер
Спортивний клуб «Лота Швагер» (ісп. Club de Deportes Lota Schwager) — професіональний чилійський клуб з Коронеля, який наразі виступає в Терсері А (четвертий дивізіон).

## Історія
Спортивний клуб «Лота Швагер» був заснований 10 травня 1966 року в результаті злиття клубів «Федеріко Швагер» (названого на честь місцевого бізнесмена Федеріко Швагера) та «Мінас-Лота» з Лоти, що змагалися в регіональному чемпіонаті. Посівши дев'яте місце у дебютному сезоні, вже через три роки «Маленька лампа» під керівництвом тренера Ісаака Карраско вперше вийшла до вищого дивізіону, в якому виступала до 1980 року.
Після виграшу Прімери Б у 1986 році «Лота Швагер» повернулася до вищого дивізіону завдяки роботі менеджера Хуана Карлоса Ґанґаса, але протрималася в ньому лише один сезон, вилетівши після поразки у плей-оф від «О'Хіггінса» та «Регіональ Атакама». Внаслідок кризи в гірничодобувній галузі Коронеля у 1994 році клуб припинив існування, відновивши виступи на аматорському рівні у Терсері А у 2001 році й вигравши чемпіонат з першої ж спроби.
У 2006 році, після вдалого виступу у другому за рангом дивізіоні (де команду тренували четверо менеджерів: Леонардо Вінес, Умберто Лопес, Марсіо да Сілва та Хайме Нова), посівши третє місце в таблиці після чемпіона «Депортес Меліпілья» та срібного призера «Ньюбленсе», команда зіграла у плей-оф за підвищення проти клубу «Рейнджерс» з Тальки, перемігши на домашньому стадіоні «Федеріко Швагер» завдяки вдалому виступу Крістіана Ліменси в серії післяматчевих пенальті.

## Досягнення
- Прімера Б[en]: 2

1969, 1986
- Терсера Дивізіон Чилена[en]: 1

2001

## Тренери
- Данте Песке[en] (1972–73)
- Франсіско Вальдес (1992)
- Хайме Сапата[en] (2004)
- Герман Коренгія[en] (2013–14)
- Віктор Гонсалес[en] (2016–17)

## Гравці
- Джон Кроулі[en][2]